# Hieronymus Meitting
Hieronymus Meitting (auch: Meittinger oder Meuting; * 1496 in Augsburg; † 1557) war von 1536 bis 1557 Bischof von Chiemsee.

## Leben
Hieronymus Meitting entstammte einer Augsburger Patrizierfamilie. Nach dem Studium in Ingolstadt, das er mit der Promotion eines Dr. iur. utr. abschloss, wurde er Domherr in Passau, wo er zum Offizial aufstieg. Später bekleidete er das Amt eines erzbischöflichen Rats in Salzburg. Am 9. Dezember 1536 wurde Hieronymus Meitting vom Salzburger Erzbischof Matthäus Lang von Wellenburg, der nach dem Tod des Chiemseer Bischofs Ägidius Rehm dessen Bistum über ein Jahr lang selbst administriert hatte, zu dessen Nachfolger ernannt. Die Bischofsweihe erfolgte am 17. Dezember 1536.
Während seiner Amtszeit nahm Hieronymus Meitting an den Salzburger Provinzialsynoden von 1537 und 1549 sowie an den Reichstagen in Nürnberg (1542), Worms (1545) und Augsburg (1550) teil. Vermutlich in Vertretung des Erzbischofs war er bei der zweiten Tagungsperiode des Konzils von Trient anwesend. Mit dem Propst des Augustiner-Chorherrenstifts Herrenchiemsee, der zugleich Archidiakon von Chiemsee war, führte er langwierige Auseinandersetzungen um die Jurisdiktion.